# St. Maria Geburt (Harspelt)

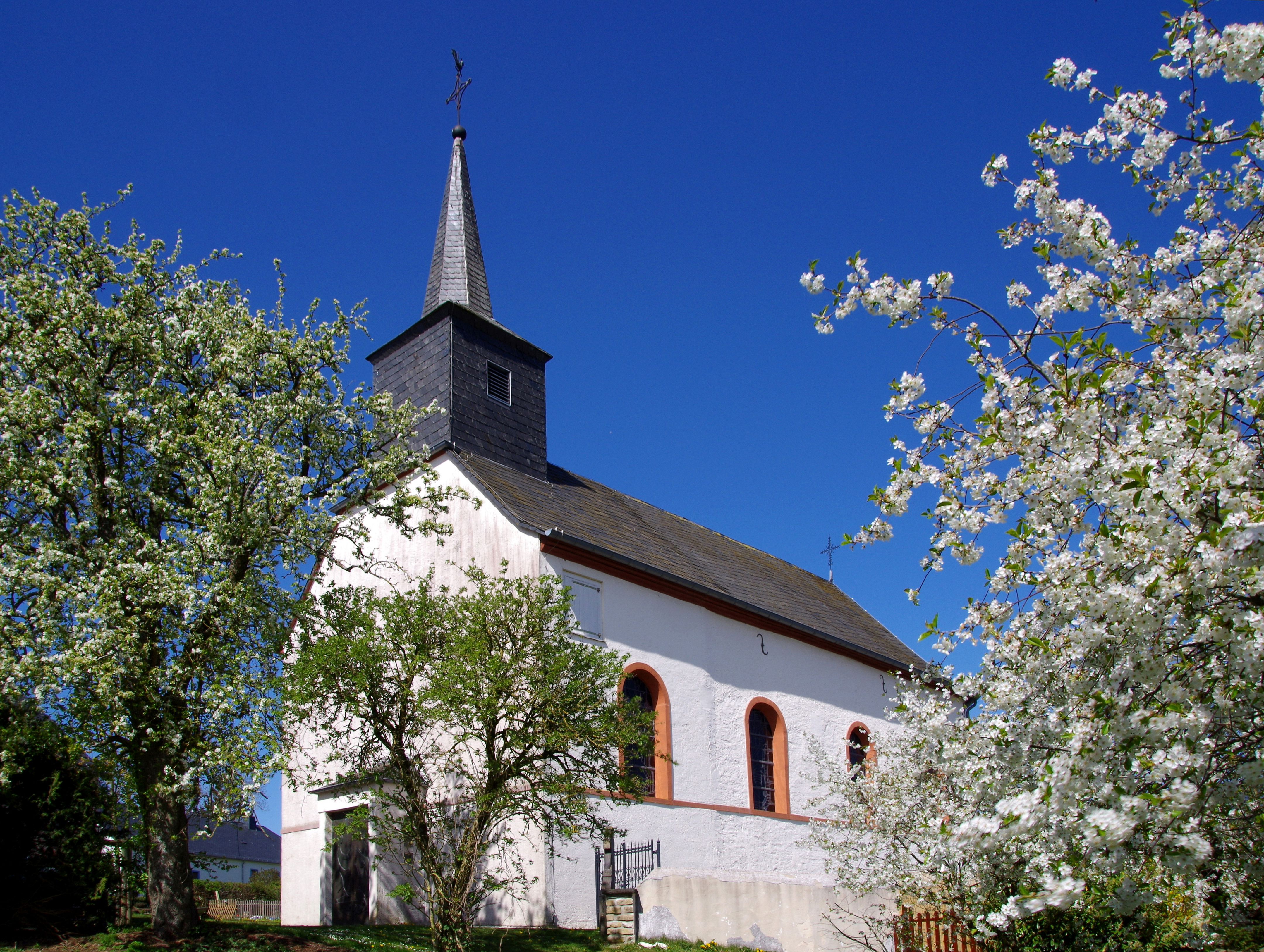
Harspelt, St. Maria Geburt

Die Kirche St. Maria Geburt (auch: Mariä Geburt) ist die römisch-katholische Pfarrkirche von Harspelt im Eifelkreis Bitburg-Prüm in Rheinland-Pfalz. Die Pfarrei St. Maria Geburt gehört in der Pfarreiengemeinschaft Arzfeld zum Dekanat St. Willibrord Westeifel.

## Geschichte
Ab dem 13. Jahrhundert gab es in Harspelt eine Kapelle, ab 1497 eine Pfarrkirche. Diese wurde ab 1740 durch einen Neubau ersetzt, der am 26. Juni 1745 eingeweiht werden konnte. 1966 kam eine Renovierung mit Umbau zum Abschluss. Die Kirche ist ein dreiseitig geschlossener Saalbau (16 × 8 Meter). Die Pfarrei Harspelt gehörte nacheinander zum Bistum Lüttich, Bistum Metz (ab 1800) und Bistum Trier (seit 1821). Im 18. Jahrhundert war Harspelt Wallfahrtsort.

## Ausstattung

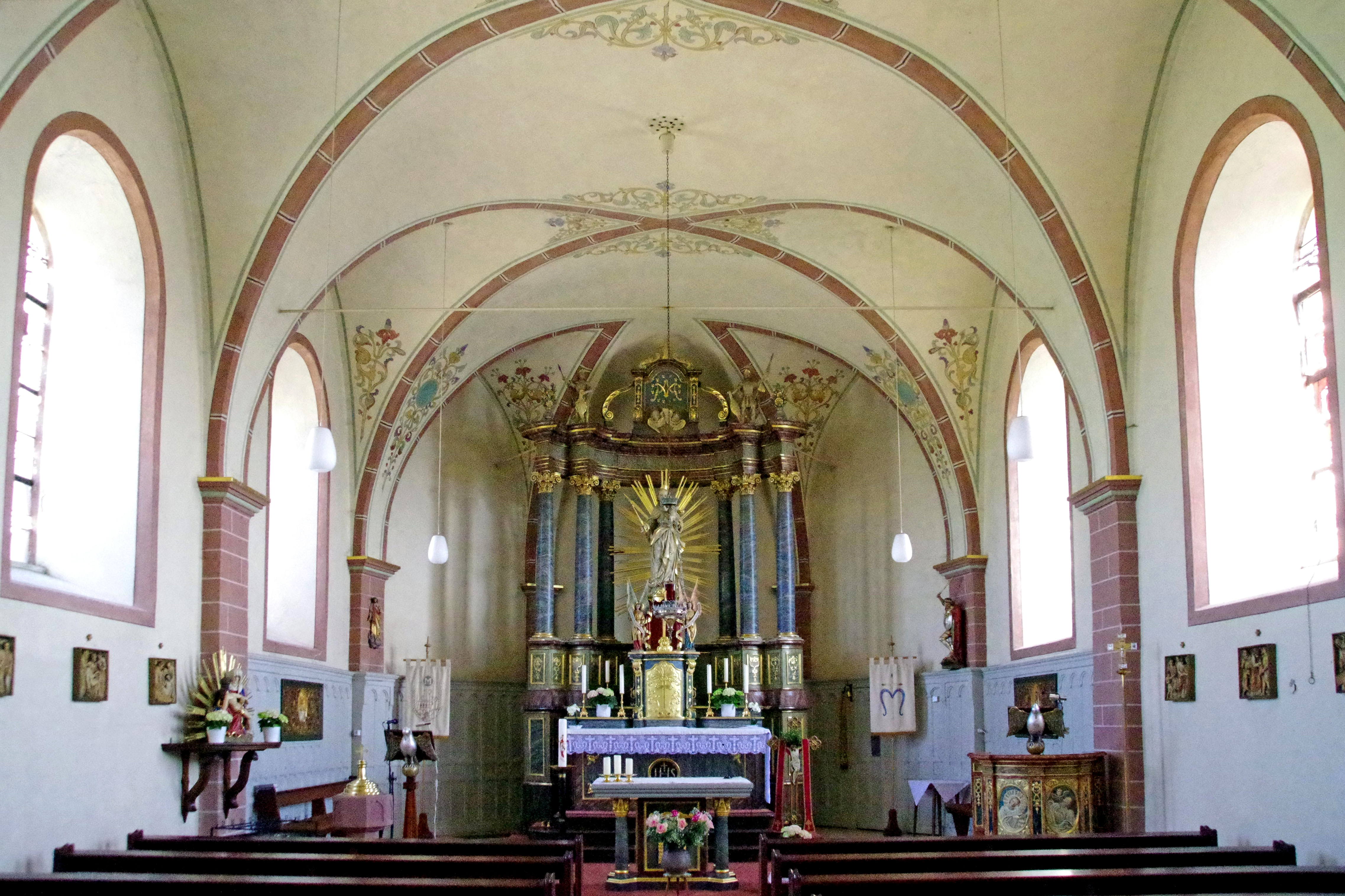
St. Maria Geburt, Innenraum

Bemerkenswert ist der hölzerne Hauptaltar. „Sechs marmorierte Säulen tragen ein bogenförmiges Gesims“. Darunter steht eine Madonna im Strahlenkranz mit dem Jesuskind auf dem Arm. Zwischen Altarraum und Kirchenschiff befindet sich ein altes Wallfahrtsbild, das Gnadenbild einer Pietà im Strahlenkranz (16. Jahrhundert). An der Außenwand der Sakristei ist das Pfarrkreuz mit Christuskörper und Leidenswerkzeugen angebracht.

## Pfarrer von 1898 bis 1969
- 1898–1910: Heinrich Faßbinder
- 1910–1920: Christian Schmitz
- 1920–1923: Adolf Caroli (Verwalter)
- 1923–1927: Viktor Levacher
- 1927–1933: Alois Fischbach
- 1933–1935: Clemens Matthias Schramm
- 1935–1950: Friedrich Dithier
- 1950–1969: (verwaltet von Lützkampen)
- 1969–1973: (verwaltet von Dahnen)
- 1973–1975: (verwaltet von St. Luzia (Eschfeld))
- 1975–?: (verwaltet von St. Hubertus (Großkampenberg))